# Igreja de Bom Jesus Crucificado e do Imaculado Coração de Maria
Igreja de Bom Jesus Crucificado e do Imaculado Coração de Maria é um templo católico neogótico em Bom Jesus do Itabapoana, RJ, Brasil. É a "Igreja Matriz" da paróquia pessoal do Senhor Bom Jesus Crucificado e do Imaculado Coração de Maria, da Administração Apostólica São João Maria Vianney. Está sendo ainda construída em estilo neogótico, sendo portanto, parte do novo revivalismo de estilos tradicionais que têm ganhado força desde os anos 1980; em inglês, este movimento é denominado de New Classical Architecture. A igreja faz parte dominante do panorama da cidade de Bom Jesus. 
A igreja foi fundada e começou a ser construída em 1992 para a celebração exclusiva da Missa tridentina, pelo Pe. José Paulo Vieira fazendo parte da "União Sacerdotal São João Maria Vianney" fundada pelo Bispo emérito da diocese, Dom Antônio de Castro Mayer, que se recusaram a aceitar o Concílio Vaticano II, a Missa de Paulo VI e todas as reformas subsequentes na religião católica. A Igreja está localizada em frente ao Abrigo dos Idosos José Lima construído em 1970 pelo Pe. Francisco Apoliano (nomeado Monsenhor em 1981) outras instituições que ele fundou na diocese, como a "Associação do Imaculado Coração de Maria e São Miguel Arcanjo". Em 2002 com a regularização do grupo pelo Papa João Paulo II a igreja foi erigida como Matriz da Paróquia Pessoal, então criada como parte da nova Administração apostólica.
A paróquia possuía em 2017 12 capelas, 1 asilo e 3 escolas. Trata-se da maior igreja da Administração pessoal em capacidade de receber pessoas, bem como a maior parte da população da cidade é atendida pela igreja, o que a torna também o maior templo em todo o mundo com fiéis que assistem a Missa tridentina. Antes de 2002, foi também o maior foco de resistência as reformas na Igreja Católica no mundo.

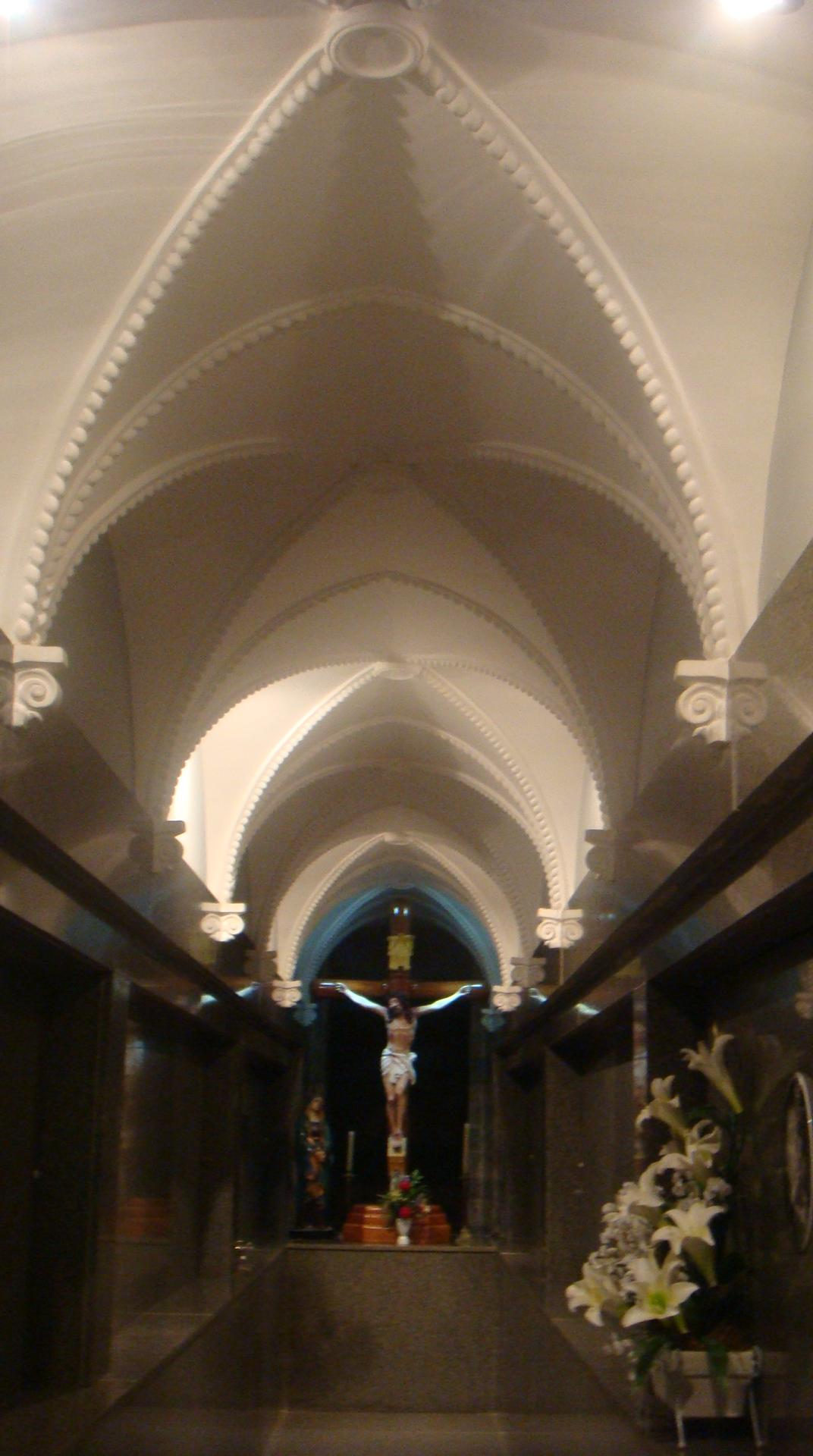
Mausoléu dos párocos da Igreja pessoal de Bom Jesus.

## História
A igreja começou a ser construída em 1992 para a celebração da Missa tridentina, pelo pelo Pe. José Paulo Vieira da "União Sacerdotal São João Maria Vianney", na igreja desde o início a "Casa Paroquial" esteve abaixo dela, e em frente ao "Abrigo dos velhos José Lima" (criado em 1970 pelo padre Francisco Apoliano). O Abrigo possuí uma capela e dentro dela, um memorial ao fundador da União Sacerdotal, Dom Antônio de Castro Mayer.
A igreja começou a ser construída devido à Capela do Abrigo (que desde 1982 vinha atendendo às necessidades dos fiéis ligados a forma tradicional da Igreja e não mais comportava o número de fiéis), razão pela qual, foi adquirido um terreno em frente ao Abrigo pela Revma. Madre Virginia Alves de Lima que trocou um terreno de sua propriedade com a Prefeitura Municipal em um terreno onde hoje está localizado o Brisolão, em uma área domiciliar, enquanto a igreja da diocese, se localiza no centro da cidade de Bom Jesus. Porém, como a maioria dos fiéis estava ligado a União Sacerdotal, a igreja nova mede 60 metros de comprimento por 15 metros e 70 cintímetros de largura. A altura da nave é de 18 metros. Contém duas torres: A primeira (localizada em cima do altar com altura de 40 metros e no seu cume está uma imagem de bronze do Sagrado Coração de Jesus medindo 4 metros e pesando 1.800 quilos. A torre principal tem a altura de 60 metros e no seu cume está uma cruz em estilo gótico (feita com o material "aço doce) medindo 4,5 metros. 
Com a morte do Pe. José Paulo em 2 de novembro de 2009, assumiu a Paróquia o Pe. Ivoli Fernando Latrônico que continuou os trabalhos de acabamentos e pinturas.  São obras da administração do Pe. Ivoli: Término do emboço interno e externo; colocação do piso em granito (adquirido pelo Pe. José Paulo em 1999). Colocação das "passadeiras" no corredor principal e à frente da mesa de comunhão. ( feito com granito especial com as figuras feitos a jato de àgua. Atualmente está em construção a escadaria da Igreja. 
Desde o início, a igreja esteve ligada a "Associação do Imaculado Coração de Maria e São Miguel Arcanjo", e posteriormente um foi erigido o instituto Imaculado Coração de Maria fundado também pelo Pe. Francisco Apoliano em 1976. O instituto possuía 40 irmãs religiosas em 2017, a maioria provindas de Bom Jesus.

## Arquitetura

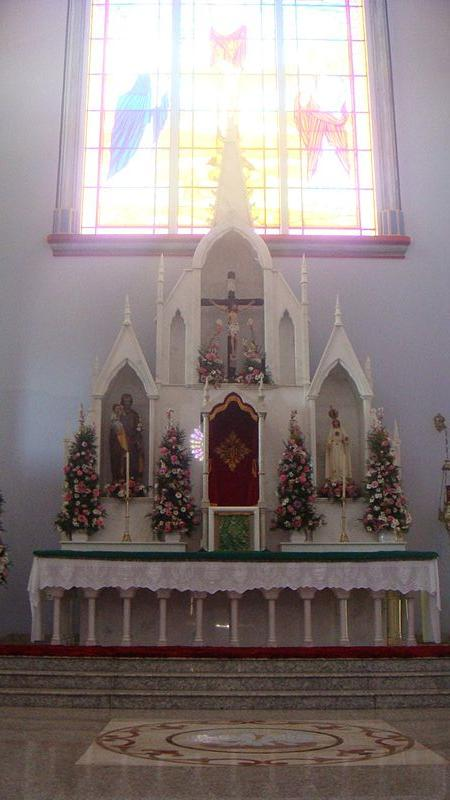
Altar-mor da igreja, versus Deum, com retábulo e de mármore.

Está sendo ainda construída em estilo neogótico, possuí três campanários, uma nave ladeada de vitrais, bem como um coro, e um presbitério sem abside. Trata-se da maior igreja da Administração pessoal, tendo capacidade para 800 pessoas sentadas, e mais de 1000 pessoas sentadas e em pé. Foi pintada em azul e possuí dentro e fora do edifício, uma grande quantidade de nichos, que nunca foram preenchidos. A Igreja também possuí uma cripta, em que estão enterrados seus párocos e vigários, desde sua fundação.
O teto da igreja, imitando as construções góticas, possuí ogivas, com estrelas desenhadas, construídas porém, de cimento e não de pedra.
O presbitério possuí um altar versus Deum e um retábulo, fabricados de mármore branco, encimado por um vitral da crucificação. Ao lado do presbitério há um salão com um altar lateral. Os bancos são de madeira, bem como os dois confessionários, ambos esculpidos e ornamentados com ogivas, combinando com o restante da construção.